# Clément Janequin
Clément Janequin (kolem 1485? Châtellerault – 1558? Paříž) byl francouzský renesanční hudební skladatel.

## Život
Clément Janequin se narodil kolem roku 1485 v Châtellerault, v blízkosti Poitiers. Nedochovaly se žádné zprávy o jeho mládí a studiu. Patrně studoval na nějaké katedrální škole, což bylo v té době pravidlem. Jeho kariéra byla na svou dobu poněkud neobvyklá, neboť nikdy neměl žádnou stálou pozici u dvora nebo v církevním zařízení. Místo toho střídal řadu různých drobných zaměstnání, často však pod ochranou nějakého mecenáše. V roce 1505 byl úředníkem u Lancelota Du Fau v Bordeaux. Du Feu zastával několik církevních i vládních úřadů a v roce 1515 se stal biskupem Luçonu. Po smrti Du Feu v roce 1523 přešel Janequin do služeb biskupa Jeana de Foix v Bordeaux
Přibližně v téže době dostal Janequin kněžské svěcení a zastával několik nižších a špatně placených církevních pozic. V roce 1525 se stal kanovníkem v Saint-Émilion, vikářem v blízkých obcích Saint-Michel de Rieufret a Brossay a konečně v roce 1527 kaplanem v katedrále v Angers.
V průběhu dvacátých let si získal jako skladatel dobrou pověst. Jeho první píseň byla zveřejněna nikoliv ve Francii, ale v italském sborníku. Vzhledem k tomu, že napsal píseň na italský text ("Si come il chiaro"), někteří badatelé soudí, že musel nějaký čas pobývat v Itálii. Pařížský hudební vydavatel Pierre Attaignant pak věnoval Janequinovým písním celý samostatný svazek.
Po roce 1530 si získal přízeň kardinála Jeana III. de Lorraine (mecenáše, který podporoval např. Erasma, Clémenta Marota a François Rabelaise). S jeho přímluvou se stal vikářem v Unverre, nedaleko Chartres a krátce poté i královským skladatelem.
Zemřel v Paříži v roce 1558.

## Dílo
Janequin proslul zejména jako skladatel písní. Jeho skladby byly velice populární. Pařížský tiskař Pierre Attaingnant vydal pět svazků jeho písní a další písně vycházely v různých písňových sbírkách. Církevní hudby mnoho nezkomponoval. Jsou mu připisovány pouze dvě mše a jedno moteto i když další skladby tohoto druhu mohou být ztraceny.

### Písně a žalmy
- A ce joly moys
- A toy, mon Dieu, mon coeur monte
- A toy, o Dieu, qui es le haut
- Ainsi que la bische rée
- Aller m'y fault
- Allons, fuyons, bevons
- Alors qu'affliction me presse
- Alors que de captivité
- Amour ayant de ma grand passion
- Amour cruel, mon Dieu*
- Amour cruel de sa nature (M. de Saint-Gelais)
- Amour et moy avons faict
- Amour vainc tout
- Après avoir constamment attendu
- Assouvy suis
- Au cri du povre délaissé
- Au despartir triste deul
- Au joly jeu du pousse avant
- Au moins mon Dieu ne m'abandonne
- Au premier jour du joly moys
- Au verd boys je m'en iray
- Aussi tost que je voy m'amye
- Aux parolles que je veux dire
- Avant que partiez de ce lieu
- Ayé pitié du grant mal (Claude Chappuys)
- Baisez moy tost
- Bel aubépin verdissant (P. de Ronsard)
- Bien heureux est la personne
- Bien heureux est quiconques sert à Dieu
- Branlez vos piques (La guerre de Renty)
- Ca, ces beaulx yeux
- Ce disoit une jeune dame
- Ce faux amour
- Ce may nous dit la verdure
- Ce moys de may
- Ce n'est pas moy
- Ce n'est point moy mon oeil
- Ce petit dieu qui vole
- Ce sont gallans
- Ce tendron est si doulce
- Celle qui veit son mari
- Celuy qui du moqueur
- Cent baysers au despartir
- Cent mille foys
- C'est a bon droit
- C'est a moy qu'en veult
- C'est gloire à Dieu
- C'est mon amy
- Chantons, sonnons, trompettes
- Chasse rigueur loing de toy
- Christ est-il mort (Le devis chrestien)
- Comment se sied seulette et désolée (Lamentations de Jérémie)
- Comment se sied le Seigneur
- Comment sont ils noz Roys
- De tes doulx yeulx
- De céans jusques chez m'amye
- De labourer je suys cassé
- De pleurs la nuict
- De son amour me donne
- De ta bouche tant vermeille
- De tout mon cueur t'exalteray
- De vostre amour je suys deshérité
- De vray amour
- Deba contre mes debateurs
- Des eaux la claire liqueur
- Des ma jeunesse ils m'ont fait mille assaux
- Des qu'adversité nous offense
- D'estre subject
- Di moy, ma soeur
- Dictes sans peur (François I)
- Dictes moy doncq*
- Dieu doint le bonjour
- Donne secours, Seigneur, il en est heure
- Donnez au Seigneur gloire
- Dont vient cela, Seigneur, je te supply
- Dont vient que ce beau temps
- D'où vient cela Seigneur
- Doulens regretz, ennuys
- Du malin les faits vicieux
- Du hault rocher d'éternelle puissance
- Du fons de ma pensée
- D'un seul soleil
- Dur acier et diamant
- Elle craint cela
- Elle mérite pour ses grâces
- Elle voyant approcher
- En amour y a du plaisir
- En attendant son heureuse présence
- En escoutant le chant mélodieulx (Le chant du rossignol
- En fut il onc
- En la prison les ennuys
- En luy seul gist ma fiance parfaitte
- En me baisant
- En m'en venant de veoir
- Escoutez tous gentilz (La bataille de Marignan, La guerre), 5 voix
- Escoutez tous gentilz (La bataille de Marignan, La guerre), 4 voix
- Espars sur moi de ton jardin
- Estans assis aux rives aquatiques
- Estant oisif (Le caquet des femmes)
- Est-il possible, o ma maistresse
- Et vray Dieu qu'il m'ennuye
- Faictes le moy
- Faisons le dire mensonger
- Frapper en la roye
- Frere Frappart troussé
- Frere Lubin revenant (L. Jamet)
- Frere Thibault (C. Marot)
- Fy fy metez les hors
- Fy fy cela est trop maigre
- Fyez vous y si vous voulés
- Gentilz veneurs (La chasse)
- Grâces à toi, mon seigneur tout puissant
- Gros Jehan menoit
- Guillot un jour
- Hélas mon Dieu, y a il (Saint-Gelais)
- Helas, amy, ta loyauté*
- Hellas, mon Dieu, ton ire (G. Guéroult)
- Herbes et fleurs
- Ho le meschant
- Honneur, vertu et action de grâces
- Il est permis trouver
- Il estoit une fillette
- Il faut que de tous mes esprits
- Il feroit bon planter le may
- Il me suffit du temps passé
- Il n'est plaisir ne passe temps
- Il s'en va tard
- Incessament je suis*
- Incontinent que j'en ouy
- Jamais ne cesseray de magnifier le Seigneur
- J'atens le temps
- J'ay d'un costé l'honneur
- J'ay dict, j'ay faict
- J'ay dit en moy de pres je viseroy
- J'ay double dueil
- J'ay mis en toy mon esperance
- J'ay trop soubdainement aymé
- J'ay veu le temps
- Je demande comme tout esbahy
- Je liz au cueur de m'amye
- Je me veulx tant a son vouloir
- Je ne congnois femme
- Je ne fus jamais si aise
- Je n'eu jamais de grandz biens
- Je n'ose estre content (François I)
- Je suis a vous
- Je t'aymeray en tout obéissance
- Je veulx que m'amye soit telle (Saint-Romard)
- Jehanneton fut l'aultre jour
- J'endure tout, c'est bien raison
- Jusques à quand as estably
- La chasse, voir Gentilz veneurs
- La bataille de Marignan, voir Escoutez tous gentilz
- La bataille de Mets, voir Or sus branslés
- La fausse balance
- La femme sage édifie
- La guerre de Renty, voir Branlez vos piques
- La guerre, voir Escoutez tous gentilz
- La jalouzie, voir Madame voulés vous scavoir
- La meusniere de Vernon
- La mort plus tost
- La plus belle de la ville
- La prise de Boulongne, voir Pour toy ton prince
- La sapience a basty sa maison
- La sapience esleve hault sa voix
- La terre au Seigneur appartient
- La, mon amy
- Laissez cela
- L'alouette, voir Or sus, vous dormés trop
- Lamentations de Jeremie, voir Comment se sied seulette et désolée
- L'amour, la mort et la vie
- Las on peult juger
- Las qu'on congneust (François I)
- Las que crains tu, amy
- Las si tu as plaisir
- Las! en ta fureur aiguë
- Las, povre coeur
- Las, si je n'ay si hault bien
- Las, si tu veulx en aultre part
- Las, viens moy secourir
- L'aultre jour de bon matin
- L'aveuglé dieu qui partout vole
- Le caquet des femmes, voir Estant oisif
- Le chant des oiseaux, voir Réveillez vous, cueurs endormis
- Le chant du rossignol, voir En escoutant le chant mélodieulx
- Le devis chrestien, voir Christ est-il mort
- Le Dieu, le fort, l'éternel parlera
- Le fol malin en son cuer dit
- Le fruict de vie estoit vif
- Le jeu m'ennuye, jouez m'amye
- Le lendemain des nopces
- Le rossignol)
- Le rossignol, voir En escoutant le chant mélodieulx
- Le sage enfant recoit
- Le Seigneur est la clarté
- Le Seigneur ta priere entende
- L'ermaphrodite est estrange
- Les cieux en chacun lieu
- Les cris de Paris, voir Voulez ouir les cris de Paris
- Les gens entrés en ton héritage
- L'espoir confus
- L'espoux a la premiere nuict (Marot)
- L'homme en son coeur
- L'homme meschant s'enfuit
- L'omnipotent a mon Seigneur
- Loué soit Dieu qui ma main dextre
- Ma fille, ma mère
- Ma peine n'est pas grande
- Madame voulés vous scavoir (La jalouzie)
- Madame a soy non aux aultres
- Maintenant resjouyssons nous
- Mais en quel ciel
- Mais ma mignonne
- Mais que ce fust secretement
- Maistre Ambrelin confesseur (M. Guyet)
- Malade si fust ma mignonne
- M'amye a eu de Dieu
- Martin menoit son porceau (Marot)
- M'en allé veoir la belle
- Mieux vaut un morceau
- Mieux vaut bonne renommée
- Misericorde au povre vicieux
- Mon Dieu, mon roy, ma foy
- Mon confesseur m'a dict
- Mon ami est en grâce
- Mon Dieu me paist sous sa puissance
- Mon Dieu preste moy l'aureille
- Mon Dieu, j'ay en toy esperance
- Mon Dieu, mon Dieu, pourquoy m'as tu laissé
- Mon fils ne te glorifie
- Mon père m'a tant batu
- My levay par ung matin
- Nature ornant la dame (Ronsard)
- Ne sois fasché si durant ceste vie
- Ne veuillés pas, o Sire
- Ne vous faschez si me voyez
- N'ensuy le train des malins
- Non feray, je n'en feray rien (Saint-Gelais)
- Non point a nous, Seigneur
- Nous sommes en semblable affaire, 3 voix
- O bien heureux celuy dont les commises
- O bien heureux qui juge sagement
- O combien est plaisant et souhaitable
- O cruaulté logée (Marot)
- O de Sion les enfans tant aimez
- O Dieu qui es ma forteresse
- O doulx aignel de la divinité
- O doulx regard, o parler
- O dur amour
- O fortune n'estois tu pas contente
- O mal d'aymer
- O nostre Dieu et Seigneur amiable
- O peuple heureux, o terre bien partie
- O Seigneur! que de gens
- O, sotes gens qui s'en vont (Saint-Gelais), M iv, n.137]
- On a beau sa maison bastir
- On dict qu'amour n'a plus
- On dit que vous la voulés
- On vous est allé rapporter
- Or sus tous humains
- Or as tu bien raison
- Or avons nous de noz aureilles
- Or ne différez donc
- Or peut bien dire Israel
- Or sus branslés (La bataille de Mets)
- Or sus pas je ne veuls
- Or sus serviteurs du Seigneur
- Or sus vous dormés trop (L'alouette)
- Or veit mon cueur
- Or vien ca, vien, m'amye
- Ou cherchez vous du dieu d'amour*
- Ou mettra l'on ung baiser (Saint-Gelais)
- Ouvrez moy l'huys
- Par mes haultz cris
- Pareille au feu*
- Passant au champ
- Petit jardin à Vénus consacré
- Petite nymphe folastre (Ronsard)
- Petite damoyselle
- Piteuse echo* (J. Du Bellay)
- Pleust a Dieu que feusse arondelle
- Plus ne suys ce que j'ay (Marot)
- Pour certain je suis l'homme
- Pour loyaulment servir
- Pour toy ton prince (La prise de Boulongne)
- Pourquoy font bruit et s'assemblent les gens
- Pourquoy tournés vous voz yeux (Ronsard)
- Pourquoy voulés vous
- Propos exquis et profondes parolles
- Propos exquis fault que de mon coeur saute
- Puisque je n'ay pour dire
- Puisque mon cueur
- Puisque vers vous aller
- Quand contremont verras
- Quand Israel hors d'Egypte sortit
- Quand j'ay esté quinze heures
- Quand je t'invoque, helas! escoute
- Quand je voy ma mignonne
- Quand ne te veoy
- Quel Dieu du ciel
- Quelque frapart
- Quelqu'un me disoit l'aultre jour
- Qu'est ce d'amour (François I)
- Qu'est ce que fait celuy
- Qui trouvera la femme vertueuse?
- Qui au conseil des malings n'a esté
- Qui ayme la doctrine
- Qui diable nous a faict
- Qui en la garde du haut Dieu
- Qui est-ce qui conversera
- Qui souhaittez d'avoir tout
- Qui veult d'amour scavoir
- Qui veult scavoir
- Qui vouldra voir (Ronsard)
- Réconfortez le petit cueur
- Rendés à Dieu louange et gloire
- Responce douce appaise
- Resveillez vous, c'est trop dormy
- Reveillez vous, chascun fidelle
- Réveillez vous, cueurs endormis (Le chant des oiseaux), 5 voix
- Réveillez vous, cueurs endormis (Le chant des oiseaux), 4 voix
- Revenés souvent, m'amye
- Revenge moy, prens la querelle
- Rions, chantons, passons temps
- Robin couché a mesme terre
- Sans l'espargner par sa forte puissance
- Sans y penser ne vouloir
- Scavez vous quand je suis bien aise
- Secouez moy
- Seigneur Dieu, oy l'oraison mienne
- Seigneur je n'ay point le cueur fier
- Seigneur entens a mon bon droit
- Seigneur garde mon droit
- Seigneur le roy s'esjouira
- Seigneur puisque m'as retiré
- Si est-ce que Dieu est tres doux
- Si a te veoir n'ay ausé
- Si celle la qui oncques (G. Colin)
- Si come il chiaro
- Si de bon cueur
- Si Dieu vouloit pour chose
- Si Dieu vouloit que je feusse
- Si d'ung petit de vostre bien
- Si en aymant je pourchasse
- Si j'ay esté vostre amy
- Si je me plains du mal
- Si je m'y plain
- Si le coqu en ce moys
- Si m'amie a de fermeté
- Si me voyez face triste
- Si tu as veu que pour ton feu
- Si vous l'avez rendez le moy
- S'il est si doulx, 3 voix
- S'il est si doulx, 4 voix
- Souffrés ung peu
- Souvienne toy, Seigneur et maistre
- Soy moy seigneur ma garde
- Suivez tousjours l'amoureuse entreprise
- Sur l'aubépin qui est en fleur
- Sus approchez ces levres
- Sus loués Dieu mon ame en toute chose
- Sus, sus mon ame il te faut dire bien
- Tant ay gravé au cueur (Saint-Gelais)
- Tes jugemens, Dieu veritable
- Tétin refaict plus blanc (Marot)
- Tout bellement s'en est allé*
- Tout honneur, louenge et gloire
- Tout mal et travail nous aborde, 3 voix
- Toute homme qui son esperance en Dieu asseurera
- Toutes les nuictz
- Toy Cupido qui as toute puissance
- Tresves d'amours
- Triste et marry
- Tu as esté, Seigneur, notre retraicte
- Tu as tout seul Jhan (Marot)
- Un frais matin*
- Un gros prieur (Marot)
- Un jour voyant ma mignonne*
- Une belle jeune espousée (Saint-Gelais)
- Une nonnain fort belle (Marot)
- Ung pélerin que les Turcs
- Ung compaignon joly
- Ung coup d'essay
- Ung gay bergier
- Ung jour Catin venant
- Ung Jour Colin (Colin)
- Ung jour que madame (Saint-Gelais)
- Ung jour Robin (Marot)
- Ung mari se voulant coucher (Saint-Gelais)
- Ung viellart amoureux
- Va rossignol
- Veillés, Seigneur, estre secors
- Ventz hardis et légiers
- Vers les monts j'ay levé mes yeux
- Veu que du tout en Dieu mon cueur
- Vivons folastres (J.-A. de Baïf)
- Voulez ouir les cris de Paris (Les cris de Paris)
- Vouloir m'est pris de mettre